# 禾洞镇
禾洞镇，是中华人民共和国广东省清远市连山壮族瑶族自治县下辖的一个乡镇级行政单位。

## 行政区划
禾洞镇下辖以下地区：
禾联村、禾坪村、满昌村和铺庄村。